# Pia Boisen
Pia Boisen (født 1956 i København) er en dansk politiker, der tidligere har siddet i Enhedslistens hovedbestyrelse og i dag er sekretariatsleder på partiets folketings-sekretariat.

## Baggrund
Boisen er student fra Greve Amtsgymnasium i 1976 og uddannet cand. scient. i geografi og historie fra Københavns Universitet 1982.
Fra 1982 til 1999 var hun ansat ved Høje-Taastrup Gymnasium som lærer og studievejleder, dog med orlov 1996-1998.
Hun arbejder nu som faglig konsulent i Gymnasieskolernes Lærerforening.
Fra 1986 til 1989 var hun medlem af denne forenings hovedbestyrelse.
Hun er gift og bosiddende i Lyngby.
Boisen har skrevet flere bøger: Danmark - geografi og samfund fra 1987 og 1993, samt Grønland fra 1995.

## Politisk karriere
Boisen har en mangeårig baggrund som politisk aktiv og har været medlem af partiet siden dets oprettelse i 1989.
Hun sad i Københavns amtsråd fra 1998 til 2006. 
Her var hun i uddannelsesudvalget og sygehusudvalget.
Boisen har været opstillet til Folketinget for Enhedslisten siden 2001.
Ved Folketingsvalget 2011 modtog hun 822 stemmer i Københavns Omegns Storkreds.
Boisen blev valgt til Enhedslistens hovedbestyrelsen ved partiets årsmøde i april 2013 med tredieflest stemmer.
Ved partiets valg til hovedbestyrelsen i 2014 var hun topscorer.
I 2013 var Boisen med i den 5 personer store skrivegruppe der søgte at forny Enhedslistens partiprogram.